# Depot von Röderau
Das Depot von Röderau (auch Hortfund von Röderau) ist ein Depotfund der frühbronzezeitlichen Aunjetitzer Kultur (2300–1550 v. Chr.) aus Röderau, einem Ortsteil von Zeithain im Landkreis Meißen (Sachsen). Die erhaltenen Gegenstände des Depots befinden sich heute im Stadtmuseum Riesa.

## Fundgeschichte
Das Depot wurde 1932 südwestlich des Bahnhofs von Röderau beim Sandabtragen an der Südecke eines Waldstücks gefunden.

## Zusammensetzung
Das Depot war in einem Keramikgefäß niedergelegt worden. Bei diesem handelt es sich um eine Tasse mit einem doppelkonischen Unterteil und einem leicht abgesetzten hohen eingeschwungenen Oberteil. Die Tasse war mit einem groben gewölbten Deckel verschlossen.
Die Tasse enthielt zehn Bronzegegenstände: Ein Armring in Form eines Thüringer Rings, zwei Miniaturhalsringe mit Ösenenden (evtl. als Lockenringe verwendet?), zwei Armspiralen mit Draht aus D-förmigen Querschnitt, ein rundstabiger Ring mit spitzen Enden (wohl ein Armring, vielleicht auch nur ein Bruchstück), ein schmales offenes Armband mit Längsrippen und abgerundeten Enden, zwei böhmische Ösennadeln mit gebogenen Enden und eine kleine Dolchklinge mit fünf teilweise ausgebrochenen Nietlöchern und Kerben am Heftansatz.
Neben den Gegenständen aus Bronze befanden sich in der Tasse drei Noppenringe aus Gold, 24 unterschiedlich große runde Bernstein-Perlen (von einer Kette?) und ein Knochenröhrchen. Zwei Perlen und das Knochenröhrchen sind heute verschollen.